# Charles Simonyi
Charles Simonyi (születési nevén Simonyi Károly) (Budapest, 1948. szeptember 10. –) szoftverfejlesztő, a szándékorientált programozás (Intentional Programming, IP) kutatója. Második magyarként kétszer is járt a világűrben. Ő volt a Nemzetközi Űrállomás eddigi ötödik és hetedik űrturista látogatója. Apja, Simonyi Károly akadémiai aranyérmes, Kossuth-díjas fizikus, az első magyar magfizikai részecskegyorsító megépítője, akinek munkásságát a Magyar Nemzeti Örökség részévé nyilvánították. 2021-ben Péterffy és Soros után a világon a harmadik leggazdagabb magyar.

## Életpályája
A számítástechnikával először középiskolásként került kapcsolatba, amikor éjjeliőrként egy szovjet Ural–2 típusú elektroncsöves számítógép vezérlőtermére vigyázott. Az egyik mérnök megtanította a gép programozására, és az ifjú Károly 18 éves korában már fordítóprogramokat készített, sőt egyik programját egy állami vállalat meg is vásárolta. 1966-ban Dániába ment, ahol az első dán számítástechnikai cégnél, a Regnecentralen-nél dolgozott.
1968-ban az Amerikai Egyesült Államokba költözött, ahol beiratkozott a Kaliforniai Egyetemre Berkeley-re.
Olyan híres emberek tanultak itt, mint Gordon E. Moore (Moore-törvény), Gróf András (Andrew Grove, az Intel későbbi főnöke) és Andrew S. Tanenbaum, a MINIX megalkotója.
1972-ben főiskolai diplomát szerzett mérnöki matematikából, "Statisztika és matematika" szakirányon. Ezután a Stanford Egyetemen tanult tovább, és a Xerox PARC-nál dolgozott Alan Kay és Robert Metcalfe mellett. Butler Lawsonnal közösen kifejlesztette az első alakhű WYSIWYG szövegszerkesztőt, a „Bravo”-t Alto személyi számítógépre. 1977-ben doktorált számítástudományból, disszertációjában a metaprogramming nevű programfejlesztés-módszertannal foglalkozott, amely nagy méretű szoftverprojektek hatékonyságának növelésére szolgál.
1981-ben Metcalfe javaslatára megkereste Bill Gatest, aki munkát kínált neki a Microsoftnál. Azt javasolta neki, hogy hozzon létre egy alkalmazásfejlesztéssel foglalkozó részleget. Simonyi vezetésével fejlesztették ki a Microsoft később legjövedelmezőbb termékeit, a Wordöt és az Excelt, valamint az Excel elődjét, a Multiplant. Jelentős elméleti és gyakorlati eredményeket ért el az alkalmazások hordozhatóságát megkönnyítő ún. „virtuális gép” technológia területén is. Ezzel azonban megelőzte korát, mert az MS-DOS rohamos elterjedése miatt a programok hordozhatóságának jelentősége lecsökkent. Simonyi vezette be a Microsoftnál az objektumorientált programozást, amit a Xeroxnál tanult meg, és kifejlesztette a magyar jelölést a változók megnevezésére.
Simonyi a Microsoftnál dolgozott a cég legsikeresebb periódusában, a cég egyik vezető szoftverfejlesztője lett. Karrierje során jelentős magánvagyonra tett szert.
A Forbes magazin kimutatása szerint 2021-ben, 5 milliárd dolláros vagyonával, Péterffy Tamást (25 milliárd dollár) és Soros Györgyöt (8,6 milliárd dollár) követve, Udvarházy Ferenc Istvánt (4,3 milliárd dollár) megelőzve Simonyi volt a harmadik leggazdagabb magyar a világon.
2002-ben elhagyta a Microsoftot, hogy üzlettársával, Gregor Kiczalesszel, a Brit Columbiai Egyetem professzorával megalapítsa az Intentional Software Corporationt.
Milliárdos amerikaiként Simonyi Károly jelentős mecénási tevékenységet folytat, nagy összegű adományokkal támogat különböző művészeti, tudományos és közművelődési programokat. Professzori ösztöndíjat alapított az Oxfordi Egyetemen Charles Simonyi Professor of the Public Understanding of Science néven, majd 2004 januárjában 50 millió dollárral létrehozta a Charles Simonyi Művészeti és Tudományos Alapítvány-t.

## Űrturista pályafutása

### Az 5. és a 7. űrturista
Simonyi először 2007. április 7-étől 21-éig, másodszor 2009. március 26-ától április 8-áig járt a Nemzetközi Űrállomáson. Sorrendben egy személyben ő a világon az 5. számú és a 7. számú űrturista is. A négy magyar űrutazásból Farkas Bertalant követően és Kapu Tibort megelőzően két űrutazással vette ki a részét, a két űrhajós mellett ő űrturistaként.
Első útjára 2007. április 7-én közép-európai idő szerint 19 óra 31 perckor indult a Szojuz TMA–10 űrhajóval és 21-én a Szojuz TMA–9-cel tért vissza. A másodikra 2009. március 26-án 12 óra 49 perckor a Szojuz TMA–14-gyel indult és április 8-án a Szojuz TMA–13-mal tért vissza.
Az első repülésre való felkészülést 2006. szeptemberben kezdte el Csillagvárosban. 2007-ben, a 12. „látogató expedíció” egyetlen résztvevőjeként, négyféle kutatómunkát is végzett az ISS fedélzetén, amint azt a Moszkva melletti Koroljovban lévő Repülésirányító Központ közölte:
1. Az IZOM című programban Simonyi a mélyen húzódó emberi izmok sorvadását vizsgálta a súlytalanság körülményei között, regisztrálva saját maga szubjektív deréktáji fájásérzetét a nap folyamán.
2. A MINTA nevű kísérleti programban az ISS-en élő mikroorganizmusok fajtáit tanulmányozta, s egyben az űrrepülés körülményeihez való alkalmazkodásukat kutatta.
3. A PILLE-ISS elnevezésű programban a saját magát érő kozmikus sugárterhelést mérte a magyar gyártmányú Pille dózismérővel.
4. A Mátrix Z1 című programban az ISS fedélzetére különböző időpontokban eljuttatott videokamerák CCD mátrix érzékelőinek állapotát fürkészte, és kísérleti videófelvételeket készített a Földről.

Űrrepülése közben amatőrrádiós kapcsolatot létesítettek vele a Puskás Tivadar Távközlési és Informatikai Technikumból és hat kiválasztott diák tehetett fel neki kérdéseket április 13-án hajnalban. 2007. április 21-én tért vissza a Szojuz TMA–9 űrhajóval, a tervekhez képest egy nappal később.
A 2009-es útján az ISS fedélzetéről március 29-én kapcsolatba lépett a Műegyetemi Rádióklubbal és az első magyar műholdat építő diákokkal. Az ember tragédiája egyik idézetével üzent minden magyarul beszélő embernek.

## Kitüntetése
- A Magyar Köztársasági Érdemrend nagykeresztje (2007)
- Győr-Moson-Sopron Megyéért Kék szalag kitüntető cím, Nemeskér, 2008.